# Citadelle de la sainte Trinité
Le citadelle de la sainte Trinité (ukrainien : Фортеця Святої Трійці) est une imposante ruine d'une forteresse construite au confluent entre la Zbroutch et le Dniestr à Okopy, une ville située dans l'oblast de Ternopil, en Ukraine.
Le château est perché sur une colline qui surplombe le méandre de la Zbroutch a été nommé ( Okopy Świętej Trójcy en polonais).
Le lieu stratégique a été occupé depuis le IIIe siècle par des constructions en bois. La citadelle a été construite par Stanisław Jan Jabłonowski à ses frais et le voïvode de Kiev Marcin Kazimierz Katski comme bastion frontalier entre la Pologne et l'Empire Ottoman. De plus elle coupais les communications entre la forteresse de Kamianets et le Pachalik de Podolie.
Le blocus de la Guerre polono-turque (1683-1699) se terminait lors du Traité de Karlowitz.  Menacé depuis la Valachie par les troupes de Charles XII, la citadelle est remise en état de défenses en 1711. Auguste II accordait à la citadelle le droit de Magdebourg et deux foires. En 1769 - 1770 lors des conflits entre la Russie et la république des Deux Nations la citadelle fut endommagée puis laissée à l'abandon avec son passage dans l'empire Autrichien.

## En images

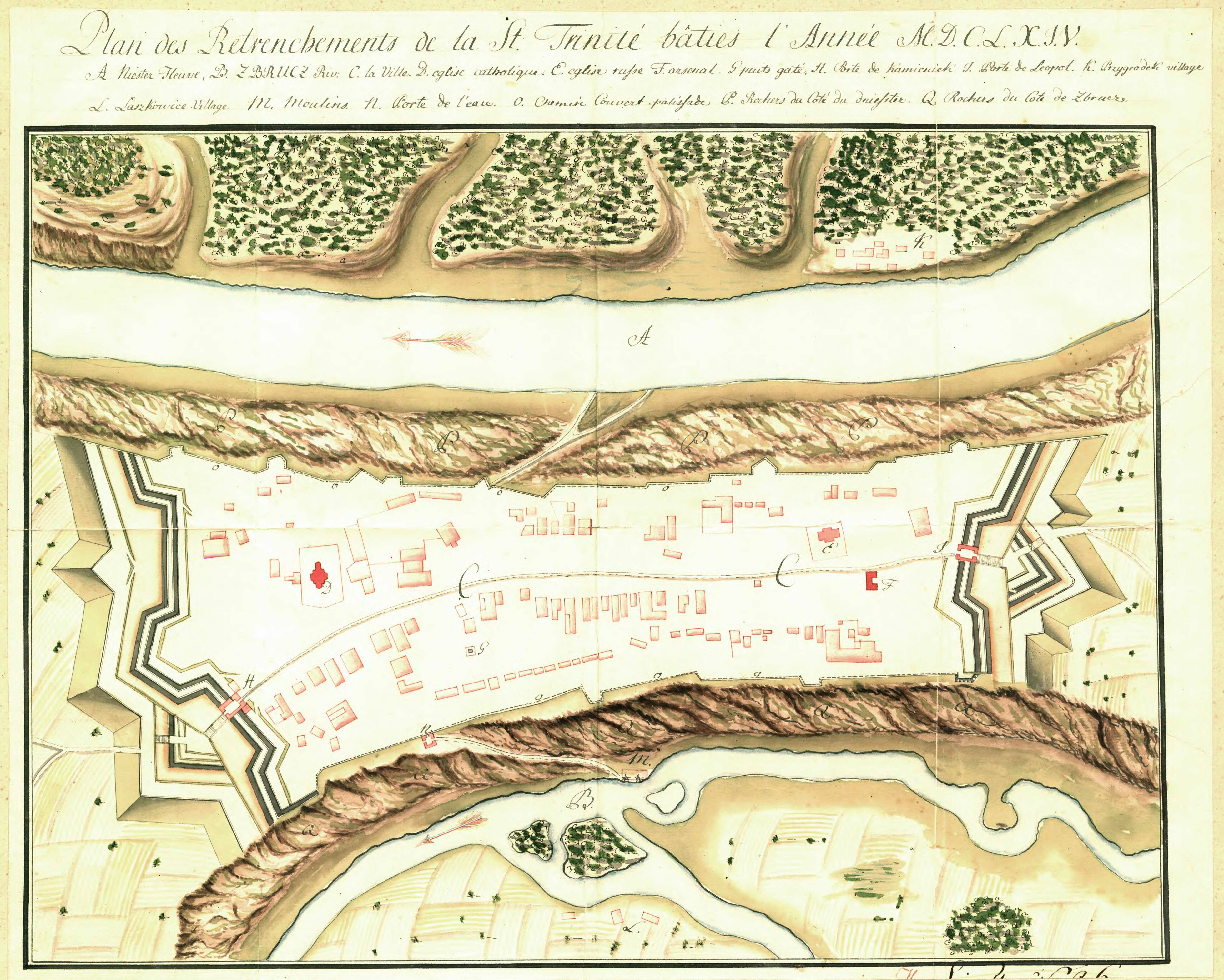
Relevé par Guillaume Levasseur de Beauplan.
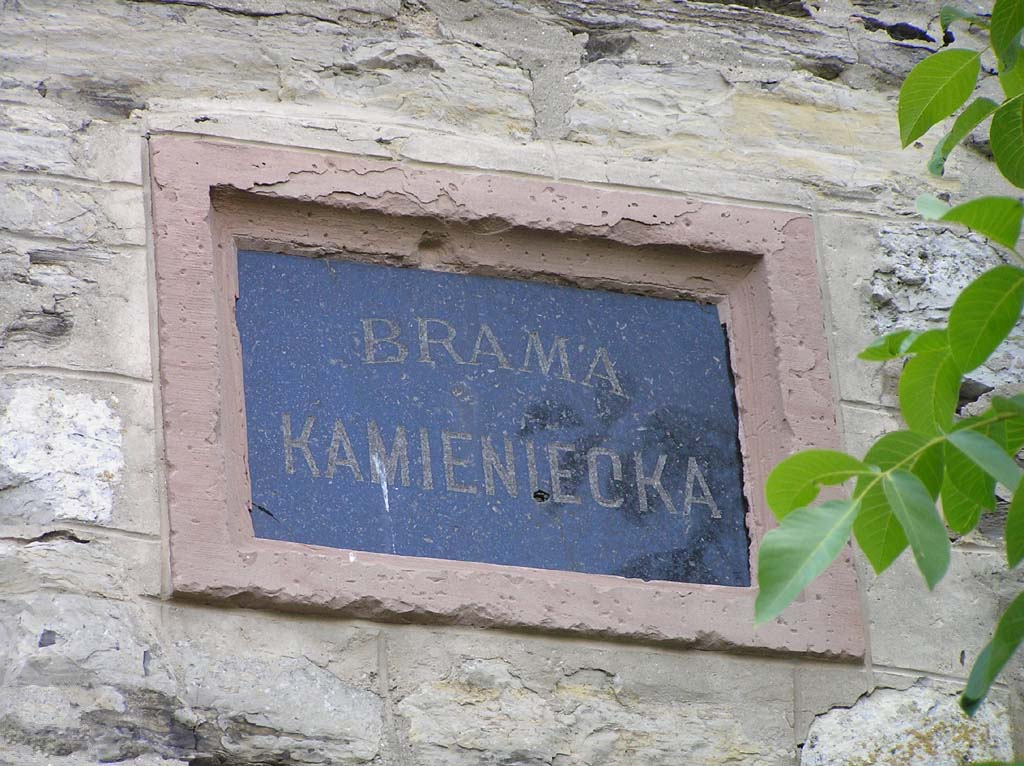
Plaque polonaise.
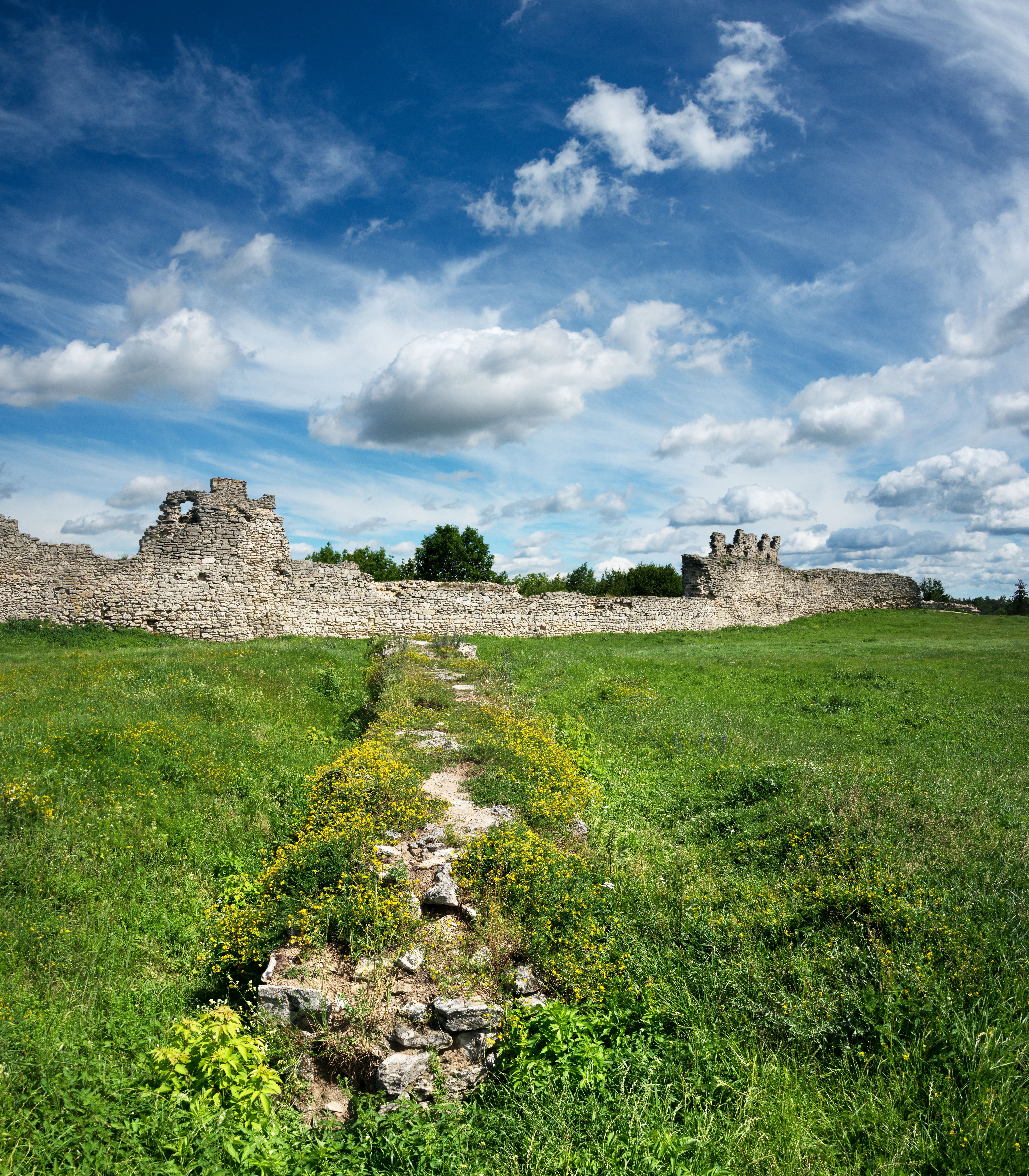
Les murs.
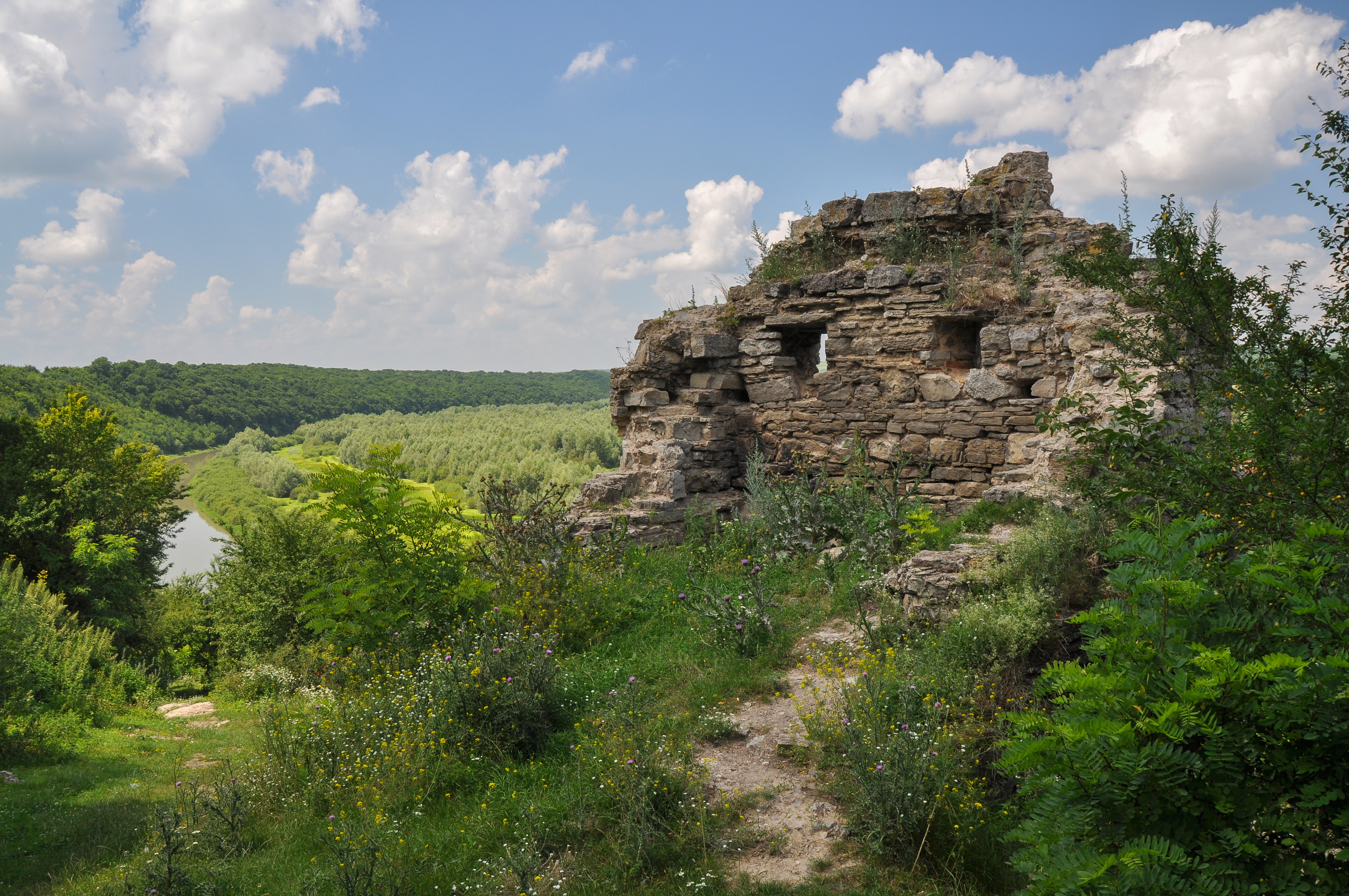
Tour de la Zbroutch.